# Derýnia
Derýnia (grec moderne : Δερύνεια) est une ville de Chypre ayant en 2011 5 758 habitants.
Elle est située à proximité de la zone tampon des Nations unies, juste au sud de Famagouste. Le 11 août 1996, Tassos Isaac, un réfugié chypriote grec, est battu à mort dans la zone démilitarisée par une foule d'ultranationalistes turcs affiliés aux Loups gris.